# Cyanerpes
A Cyanerpes a madarak (Aves) osztályának verébalakúak (Passeriformes) rendjébe, ezen belül a tangarafélék (Thraupidae) családjába tartozó nem.

## Rendszerezésük
A nemet Harry Church Oberholser amerikai ornitológus írta le 1899-ben, az alábbi 4 faj tartozik ide:
- kék cize (Cyanerpes cyaneus)
- indigócukormadár (Cyanerpes caeruleus)
- Cyanerpes lucidus
- Cyanerpes nitidus

## Előfordulásuk
Közép- és Dél-Amerika területén honosak. Természetes élőhelyei a szubtrópusi és trópusi síkvidéki esőerdők.

## Megjelenésük
A felnőtt hímek liláskék tollazatúak, fekete szárnyakkal, farktollakkal és hassal vagy beggyel - ez utóbbi fajtól függően változó. A csőrük is fekete, továbbá hosszú és görbült. A tojók zöldesek és sárgásak, barnás vagy kékes csíkozásokkal; a fiatal hímek a tojókra hasonlítanak, csak meglehet, hogy színeik erősebbek. 

## Életmódjuk
Párban vagy kisebb csoportban, főleg nektárral táplálkoznak, de bogyókat és rovarokat is fogyasztanak. A fészekaljuk két darab tojásból áll.